# Pfarrkirche Leoben-Hinterberg

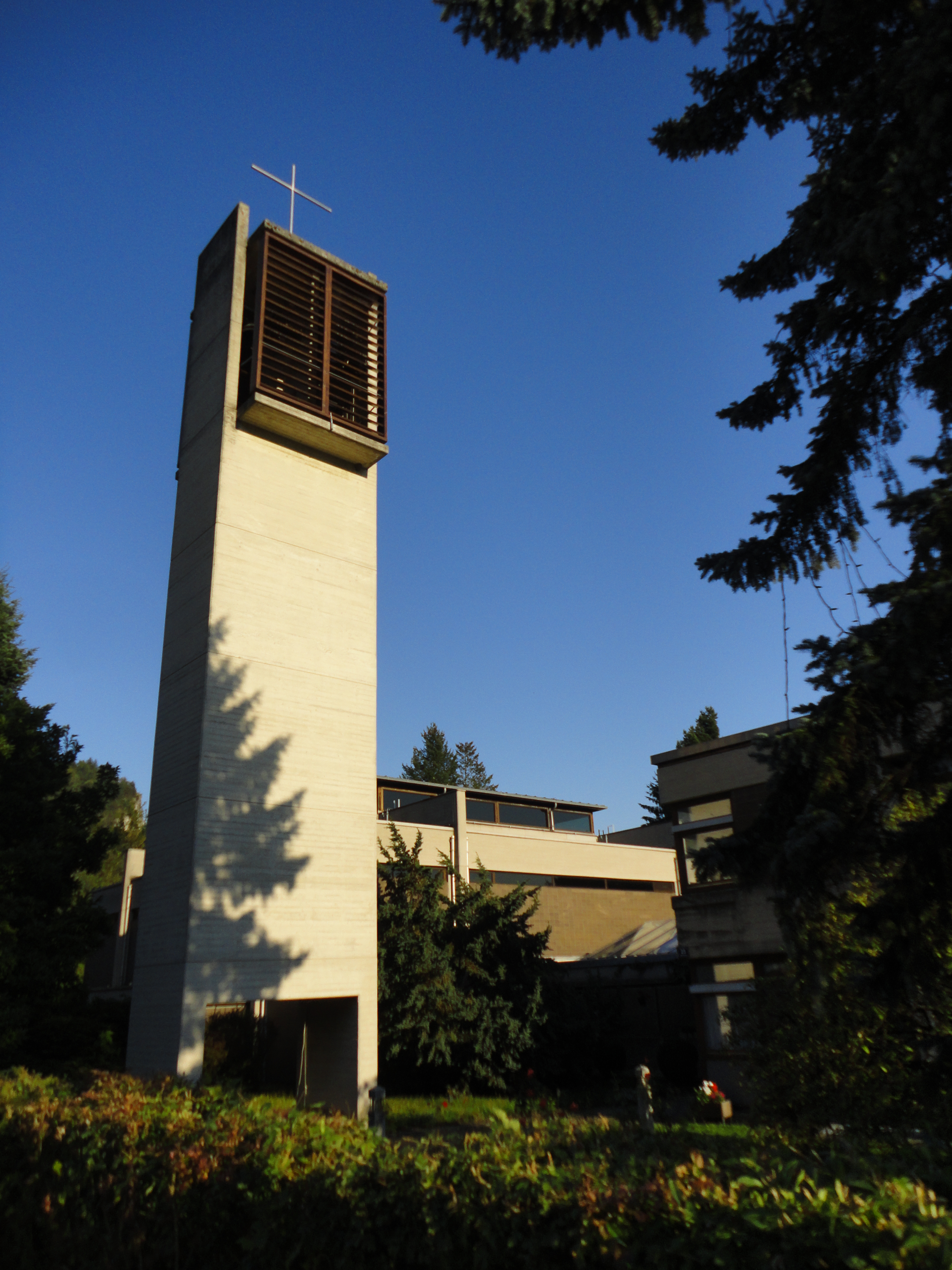
Katholische Pfarrkirche hl. Schutzengel in Leoben-Hinterberg

Die Pfarrkirche Leoben-Hinterberg steht in der Stadtgemeinde Leoben im Bezirk Leoben in der Steiermark. Die unter dem Patrozinium des heiligen Schutzengels stehende römisch-katholische Pfarrkirche gehört zum Dekanat Leoben in der Diözese Graz-Seckau. Die Kirche steht mit dem Pfarrhof unter Denkmalschutz (Listeneintrag).

## Geschichte
Die Kirche wurde 1967 mit dem Pfarrhaus und Pfarrheim 1971 nach den Plänen des Architekten Ferdinand Schuster erbaut.